# 斯普魯斯格羅夫鎮區 (明尼蘇達州貝克縣)
斯普魯斯格羅夫鎮區（英語：Spruce Grove Township）是位於美國明尼蘇達州貝克縣的一個行政鎮區。

## 地方資料
斯普魯斯格羅夫鎮區的面積為92.40平方千米，當中陸地面積為92.10平方千米，而水域面積為0.30平方千米。根據2020年美國人口普查的數據，當地共有人口406人，而人口密度為每平方千米4.39人。